# Lorenz Schertler
Lorenz Schertler (* 2. Oktober 1857 in Wolfurt; † 16. Dezember 1936 ebenda) war ein österreichischer Politiker (CS), Ziegeleibesitzer und Landwirt. Er war Gemeindevorsteher von Wolfurt und von 1919 bis 1923 Abgeordneter zum Vorarlberger Landtag.  

## Leben und Wirken
Lorenz Schertler war der Sohn des in Wolfurt geborenen Ziegeleibesitzers und Landwirts Josef Anton Schertler (1829–1916) sowie dessen Gattin Johanna Köb (1849–1916). Er heiratete am 17. Oktober 1894 in Wolfurt die in Kennelbach geborene Katharina Schertler (1854–1916) und wurde 1894 Vater eines Sohnes. 
Nach dem Besuch der Volksschule in Wolfurt und der Handelsschule trat er in den väterlichen Betrieb als kaufmännischer Leiter ein. Er war zudem von 1882 bis 1891 erster Gemeindeschreiber der Gemeinde Wolfurt und gehörte zwischen 1891 und 1924 der Gemeindevertretung an. Zwischen 1891 und 1901 sowie von 1919 bis 1924 war er zudem Gemeindevorsteher. Er war Mitglied der christlichsozialen Partei und gehörte als Abgeordneter des Wahlbezirkes Bregenz vom 17. Juni 1919 bis zum 5. November 1923 dem Vorarlberger Landtag an. Des Weiteren war er Mitglied der Spar- und Darlehenskasse Wolfurt bzw. deren Vorstand und Aufsichtsrat, Gründungsmitglied des Konsumvereins Rickenbach, Kassier der Sennereigenossenschaft Hub und Obmann des Vorarlberger Zieglerverbandes.